# John Sibbit
John Ephraim "Jack" Sibbit, född 3 april 1895 i Ancoats i Manchester, död 5 augusti 1950 i Manchester, var en brittisk tävlingscyklist.
Sibbit blev olympisk silvermedaljör i tandem vid sommarspelen 1928 i Amsterdam.